# Alberuela de Tubo
Alberuela de Tubo (aragónul Abargüela de Tubo) település Spanyolországban, Huesca tartományban. Alberuela de Tubo Huerto és Lalueza községekkel határos. Lakosainak száma 283 fő (2024).

## Népesség
A település lakosságának változását az alábbi diagram mutatja:
| Lakosok száma | 381  | 370  | 357  | 358  | 355  | 327  | 315  | 301  | 306  | 283  |
|               | 2001 | 2004 | 2006 | 2009 | 2011 | 2014 | 2016 | 2019 | 2021 | 2024 |